# Polinucleótido
Um polinucleótido (português europeu) ou polinucleotídeo (português brasileiro) (do grego πολυς, polys, "vários") é um polímero orgânico composto por monómeros nucleotídicos ligados covalentemente numa cadeia linear. O ácido desoxirribonucleico (ADN) e o ácido ribonucleico (ARN) são exemplos de polinucleótidos com diferentes funções biológicas.
Os ácidos nucleicos são polinucleótidos, isto é, são formados pela união de vários nucleotídeos. A pentose de um nucleotídeo se liga ao ácido fosfórico de  outro e assim por diante na formação do ácido nucleico. Mais especificamente, o carbono 5 da pentose se liga ao grupo fosfato desse mesmo nucleotídeo e o carbono 3 se liga ao grupo fosfato do nucleotídeo seguinte.

## Em organismos
Os polinucleótidos ocorrem de forma natural em todos os organismos. O genoma de um organismo é constituído por longos trechos polinucleotídicos que normalmente formam estruturas como a hélice dupla.

## Em experiências científicas
Pode obter-se polinucleótidos através em cadeia da polimerase (PCR), em que ocorre extensão da cadeia nucleotídica a partir de oligonucleótidos (cadeias curtas de nucleótidos) por uma polimerase. Os polinucleótidos podem ser analisados por sequenciação, em que é determinada experimentalmente a sequência de nucleótidos inseridos para formar a cadeia.